# 주기성 발열 증후군
주기성 발열 증후군(영어: periodic fever syndrome) 또는 주기열은 전신 및 장기 특이적 염증의 재발을 특징으로 하는 일련의 질환이다. 적응 면역 체계의 이상으로 발생하는 전신성 홍반 루푸스와 같은 자가면역 질환과는 달리, 자가염증성 질환 환자는 자가항체나 항원 특이적 T세포 또는 B세포를 생성하지 않는다. 대신, 자가염증성 질환은 선천 면역 체계의 이상을 특징으로 한다.

## 같이 보기
- 벡사스 증후군
- 자가염증 질환